# Сенге, Дэвид
Дэвид Мойнина Сенге (англ. David Moinina Sengeh; род. 25 февраля 1986 года) — сьерра-леонский политик, министр базового и старшего среднего образования и директор по инновациям управления науки, технологий и инноваций Сьерра-Леоне. Старший научный сотрудник TED. Главный министр Сьерра-Леоне с 10 июля 2023 года.

## Образование и молодость
Сенге предложили стипендию для обучения в Норвегии, и в 2004 году поступил в Северный колледж Красного Креста UWC. Его дядя был хирургом. Он изучал биомедицинскую инженерию в Гарвардском университете. Сенге исследовал аэрозольные вакцины против туберкулеза и получил степень бакалавра в 2010 году. Во время своего пребывания в Гарвардском университете он был соучредителем Lebone Solutions, стартапа, который разработал недорогие батареи из микробных топливных элементов. Он был внесён в список Smart List журнала Wired за 2013 год. Сенге поступил в Массачусетский технологический институт для обучения в аспирантуре, работая под руководством Хью Герра. На работу над протезированием его вдохновило то, что он вырос в окружении жертв гражданской войны. Он использовал МРТ для картирования конечностей человека с ампутированными конечностями, затем оценил, где искусственные материалы могут создавать точки давления, и использовал 3D-печать для создания новых лунок. Его прототипы были испытаны ветеранами и людьми с ампутированными конечностями после теракта на Бостонском марафоне. Он был назван научным сотрудником TED в 2014 году, выступив с докладом под названием «Наболевшая проблема протезов конечностей». В 2014 году он был включён в список Forbes 30 в возрасте до 30 лет. В 2014 году получил премию Лемельсона — Массачусетского технологического института за свои инновации в области здравоохранения. Он был выбран в качестве одного из молодых африканцев Face2Face Africa, стремящихся к совершенству. В 2016 году защитил докторскую диссертацию в Массачусетском технологическом институте. После получения докторской степени Сенге совершил поездку по производственным площадкам в Америке, рассказывая о своей работе в области протезирования.
Во время своего докторского исследования Сенгех основал неправительственную организацию Global Minimum Inc, программу, которая поддерживает программу предпринимательства Innovate Salone в Сьерра-Леоне, Кении и Кейптауне. Он хотел изменить «помощь Африке» на «Сделано в Африке». Программа Innovate Salone «A De Mek Am» поддерживает команды средних школ для разработки решений местных проблем. Он был создан в сотрудничестве с MIT Media Lab и MIT Public Service Center по образцу инновационных конкурсов MIT. Сенге поддержал победившие студенческие проекты в поездке в Соединённые Штаты, где они выступили на Maker Faire. Он поддержал Кельвина Доу, тринадцатилетнего изобретателя, который никогда не покидал десятимильного радиуса своего дома в Сьерра-Леоне, чтобы он присоединился к программе приглашённых практиков Массачусетского технологического института. Сенге стал наставником Кельвина Доу. Сенге вернулся на сцену TED в 2015 году, поговорив с Кейт Кронтирис об инновациях и вдохновении. Он выступил на форуме NextEinstein.

## Карьера
Сенге предложили должность в IBM в Африке, где он работал над здравоохранением, основанным на данных. Работал с IBM Research в Найроби, а также в их новейшей лаборатории в Йоханнесбурге, проектируя и разрабатывая технологии здравоохранения в Африке. В Африке на каждые сто тысяч жителей приходится менее 50 врачей, поэтому Сенге изучает возможности использования искусственного интеллекта. Он работал с Вахидой Бану Саиб из Университета Квазулу-Натал, а также сотрудничал с группой управления здравоохранением Порт-Локо для разработки веб-инструмента, который позволяет районам отслеживать лихорадку Эбола. Он пишет для HuffPost.
В мае 2018 года Сенге присоединился к канцелярии президента Сьерра-Леоне, работая директором по инновациям. В 2019 году был назначен министром образования Сьерра-Леоне. Он позаботился о том, чтобы у каждого ребёнка в округе Пуджехун был доступ к ноутбуку. Он выступал в Фонде Билла и Мелинды Гейтс и был назван первопроходцем. Он плодовитый музыкант.
10 июля 2023 года президент Джулиус Маада Био назначил Сенге главным министром Сьерра-Леоне.

## Другие занятия
Отчёт о глобальном мониторинге образования (GEM), председатель Консультативного совета.